# Doktor Julius No
Doktor Julius No är en fiktiv figur ur boken "Döden på Jamaica", mest känd som "Dr. No", från 1958, som senare även blev film (Agent 007 med rätt att döda) 1962, där han framträder som huvudskurken. Han är troligen en av de mest välkända Bond-skurkarna någonsin. I filmen spelades han av den kanadensiske skådespelaren Joseph Wiseman.

## Andra framträdanden
- No gör ett flertal framträdanden i den tecknade TV-serien James Bond Junior. Han har då ljusgrön hud, likt Ming den grymme härskaren i Defenders of the Earth och Mandarin i Iron Man, och metallklor, likt Doktor Claw i Kommissarie Gadget. Detta var troligen ett resultat av hans radioaktiva nederlag i filmen.
- No dyker även upp i TV-spelet GoldenEye: Rogue Agent, där han vill hämnas sin "död" tillsammans med andra Bond-skurkar som Ernst Stavro Blofeld, Auric Goldfinger, Francisco Scaramanga och Xenia Onatopp. I spelet jobbar Xenia Onatopp för Dr. No, och han verkar inneha en betydande armé av välutrustade undersåtar, likaså ett flertal pansarvagnar och beväpnade helikoptrar som liknar V-22 Ospreys. Han har även soldater placerade på ett flertal hustak och byggnader i Hongkong. Han blir dödad av en elektrisk stöt av sin egen kärnreaktor i en strid med 00-agenten, "Goldeneye". I spelet framfördes hans röst av Carlos Alazraqui.
- Han är också en multiplayer-karaktär i spelet From Russia with Love.
- No är en tillgänglig multiplayerkaraktär i TV-spelet GoldenEye 007 till Nintendo Wii från 2010.

### Ej officiella James Bond-medier
- I Myths for the Modern Age: Philip José Farmer's Wold Newton Universe (Win Scott Eckert, ed., MonkeyBrain Books, 2005) citerar författaren Eckert "Vem ska ta över världen medan jag är borta?", vari han positerar att Nos mor var en agent till Fu Manchu med namnet Madame de Medici, som var dotter till Fo-Hi, från Sax Rohmers romanThe Golden Scorpion. På samma sätt i The League of Extraordinary Gentlemen: Black Dossier är No ett avlägset relativ till Fu Manchu. Senare i boken avslöjas det att James Bonds uppdrag att stoppa doktor No var en bluff, en ursäkt för Bond att döda en brittisk ledare för amerikanarna. "There was No Doctor." ("Det fanns ingen doktor.")
- I den omväxlande historieromanen Judgment of Tears är dr. No (tillsammans med Mr. Big) omnämnda att vara dödade och tömda på blod av den vampyriske Diogenes Club-agenten Hamish Bond.

### Parodier
- Storskurken i 1967 års Bondparodi Casino Royale' heter "Dr Noah" men han har inga likheter med Dr No.
- Star Trek: Deep Space Nine har en parodisk skurk som heter "Dr Noah" i episoden "Our Man Bashir".
- I TV-serien Get Smart presenterade två kinesiska skurkar med namnen "Dr Yes" och "The Claw".
- Dr. Evil, huvudskurken i Austin Powers-serien, är en parodi av ett flertal Bondskurkar, bland annat Dr No.
- Episoden "Dr Sinister", en James Bond-parodi i Familjen Flinta (1964), har en karaktär som heter "Madam Yes".
- Dr. Not, en skurk som parodierar Dr. No, medverkar i avsnittet "The Chicken Who Loved Me" av Animaniacs. Han har även en hantlangare med namnet Day Labor, som tycks parodiera hantlangare såsom Hajen och Oddjob

## Övrigt
Den tyska gruppen gruppen Systems in Blue har gjort en låt som heter just Dr No.  